# Dactylina
Дактиліна (Dactylina) — рід грибів родини Parmeliaceae. Назва вперше опублікована 1860 року.

## Будова
Талом у вигляді рихлих дерновин, що складаються з мішкоподібних чи гілочкоподібних, інколи слаборозгалужених, вздутих чи порожніх всередині виростів. Верхушки виростів округлі, на них інколи розвиваються апотеції. 

## Класифікація
До роду Dactylina відносять 8 видів:
- Dactylina arctica
- Dactylina beringica
- Dactylina chinensis
- Dactylina endochrysea
- Dactylina madreporiformis
- Dactylina mollusca
- Dactylina muricata
- Dactylina ramulosa